# 2253 Espinette
2253 Espinette је Марсов тројански астероид са средњом удаљеношћу од Сунца која износи 2,284 астрономских јединица (АЈ).
Апсолутна магнитуда астероида је 12,9.